# Hainanphasma
Hainanphasma is een geslacht van Phasmatodea uit de familie Heteropterygidae. De wetenschappelijke naam van dit geslacht is voor het eerst voorgesteld door Wai Chun George Ho in een publicatie uit 2013. De soorten van dit geslacht komen op Hainan voor.

## Soorten
Het geslacht Hainanphasma omvat de volgende soorten:
- Hainanphasma cristata Ho, 2013
- Hainanphasma diaoluoshanensis Ho, 2013
- Hainanphasma longiacutum Liu, Gu & Wang, 2025
- Hainanphasma longidentatum Liu, Gu & Wang, 2025